# Obrium formosanum
Obrium formosanum là một loài bọ cánh cứng trong họ Cerambycidae.